# جیمز کار (نوازنده)
جیمز کار (انگلیسی: James Carr؛ ۱۳ ژوئن ۱۹۴۲ – ۷ ژانویهٔ ۲۰۰۱) یک موسیقی‌دان اهل ایالات متحده آمریکا بود.